# 휴먼 컨트랙트
휴먼 컨트랙트(영어: The Human Contract)는 2008년 개봉한 미국의 드라마 영화이다. DVD는 2009년 6월 30일에 출시되었다. 제이다 핑킷 스미스의 감독 데뷔작이다.

## 줄거리
성공했지만 불행한 삶을 살고 있는 사업가 줄리안은 어느 날 자유분방한 매력을 지닌 미스터리한 여인 미카엘을 만나게 된다. 그녀는 결혼한 몸이지만, 줄리안은 그녀에게 강렬하게 끌리고, 그동안 억눌러 왔던 욕망과 함께 위험한 사랑에 빠져든다. 미카엘과의 만남은 줄리안에게 예측 불가능하고 파격적인 경험을 선사하며 그의 삶을 송두리째 뒤흔들게 된다. 이 과정에서 줄리안은 기존의 안정적인 삶에서 벗어나 충동적이고 무모한 사랑을 탐닉하게 되고, 이러한 경험은 그의 내면에 깊숙이 자리 잡고 있던 갈등을 수면 위로 끌어올리며 혼란을 야기한다. 영화는 줄리안이 미카엘과의 위험한 사랑을 통해 자신의 진정한 욕망과 정체성을 찾아가는 과정을 그린다.

## 출연
- 제이슨 클라크 - 줄리언 라이트
- 파스 베가 - 마이클
- 테드 댄슨 - E.J 윈터스
- 이드리스 엘바 - 래리
- 니콜 무어브룩 와그너 - 탈리아
- 티터스 웰리버 - 프레일리스
- T.J. 타인 - 그레그
- 조애나 캐시디 - 로즈
- 스티븐 브랜드 - 보이드